# Lethe zuchara
Lethe zuchara är en fjärilsart som beskrevs av Hans Fruhstorfer 1911. Lethe zuchara ingår i släktet Lethe och familjen praktfjärilar. Inga underarter finns listade i Catalogue of Life.